# Eltham
Eltham (prononcé ˈɛltəm) fait partie de la municipalité londonienne de Greenwich. 

## Géographie
Elle se situe à 13,8 km à l’est-sud-est de Charing Cross (épicentre de Londres)
Eltham bénéficie de très nombreux espaces verts malgré sa proximité relative du centre de Londres. 
La ville est reliée à Londres par plusieurs lignes de train qui desservent les gares de Charing Cross, London Bridge, Cannon Street, Waterloo et Victoria). 

## Architecture
L’architecture d’Eltham est diverse avec des maisons dites victoriennes près du centre, de style art-déco des années 1930 à Eltham Heights ainsi que quelques rues où les maisons ou appartements ont été construits plus récemment. On trouve des maisons individuelles très haut de gamme (d'une valeur de plus d’un million de livres (1,3 million d'euros) dans plusieurs rues (notamment North Park, Court Road et Kings Orchard). 

### Eltham Palace
Eltham s’est développée sur un plateau élevé le long de la voie des pèlerins (Pilgrims Way) qui relie Londres à Maidstone, chef-lieu du Kent. Son importance stratégique lui vaut la construction du palais d'Eltham (Eltham Palace) qui est toujours son point de repère le plus notable.
Eltham Palace et ses jardins sont ouverts au public du mardi au dimanche. Eltham Palace est géré par l'English Heritage. Elle est le lieu idéal pour s’arrêter au cours du trajet entre le tunnel sous la Manche et Londres.
En 1356, le roi Jean II de France négocie avec le roi Édouard III d'Angleterre à Eltham Palace. Ses conditions d’incarcération sont royales : il est logé avec sa cour de plusieurs centaines de personnes (proches capturés avec lui à Poitiers et d'autres venus de leur plein gré), avec liberté de circulation en Angleterre. En 1632, Antoine van Dyck a été nommé « peintre principal en ordinaire de sa Majesté » par Charles Ier. On lui a attribué une maison dans le quartier de Blackfriars, et comme maison de campagne, il a bénéficié de plusieurs pièces du palais qui n'était plus utilisées par la famille royale. 
Eltham Palace fut abandonné par la cour royale au XVIIe siècle et, à l'exception de la Grande Salle, fut ruiné jusqu'à 1931, quand il fut acheté par un des directeurs de l'Institut Courtauld, Stephen Courtauld (le frère cadet de l'industriel Samuel) et sa femme Virginia. Une nouvelle maison fut bâtie et amalgamée avec la Grande Salle, avec les intérieurs du style Art déco. Les Courtaulds quittèrent le palais vers la fin de la Seconde Guerre mondiale et le bâtiment fut utilisé comme caserne des soldats.
Eltham Palace est accessible depuis Londres (25 minutes de Charing Cross en train, puis 400 m à pied). Elle se trouve également à moins de 400 m de l'A20 (Route qui relie le Tunnel sous la Manche a Londres) et à 1 km de l'A2 (route qui relie Douvres à Londres).

## Espaces verts
- Eltham Park et ses bois anciens (Oxleas Wood et Shooters Hill)
- Avery Hill Park et ses jardins d'hiver
- Fairy Hill Park
- Southwood Park

On trouve des fleurs de toutes les couleurs et un pub de l’époque des Tudor (The Tudor Barn) dans les Jardins du Pleasaunce.
Il y a également un sanctuaire d'oiseaux, The Tarn, près de la gare de Mottingham où l'on a récemment construit un jardin pour les papillons.
Juste à côté du Tarn se trouve le dernier Pub sur l'A20/M20 avant Douvres et le tunnel sous la Manche (The Royal Tavern).

## Activités sportives

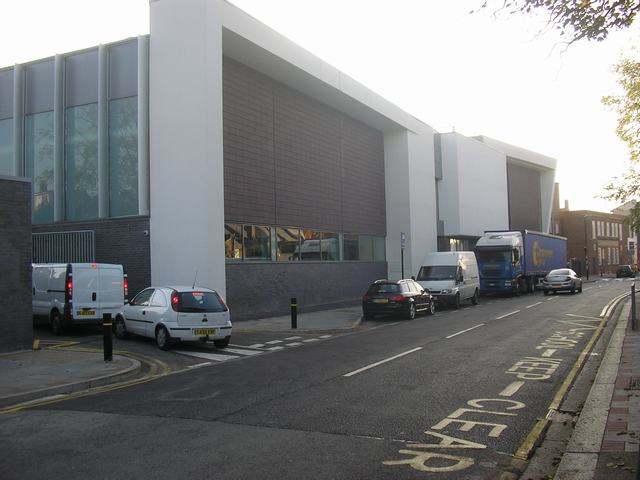
Eltham Centre

Le club de golf le plus ancien du monde, le Royal Blackheath Golf Club, qui fut fondé en 1608 se situe juste en face d'Eltham Palace dans Court Road qui relie le centre d'Eltham à l'A20.
Eltham bénéficie depuis 2009 d'un nouveau palais des sports très performant avec deux piscines, une salle de gym et une spa. L’Eltham Centre se trouve tout près des magasins, cafés et restaurants du centre-ville.
Ses nombreux espaces verts font d'Eltham une ville très sportive. À Avery Hill Park on voit très souvent plusieurs matchs de football se disputer en même temps. Fréquemment le foot américain se joue aussi dans le parc. En été Avery Hill Park se transforme en terrains d’athlétisme et de cricket. Mottingham, au sud, séparé d'Eltham par l'A20, fit partie du parois d’Eltham autrefois. Ceci explique pourquoi l’Eltham College se trouve en dehors d’Eltham.

## Histoire
Eltham cessa de faire partie du Kent en 1889 quand elle rejoignit le comté de Londres et dès 1900 la municipalité de Woolwich. En 1965 Woolwich fusionna avec Greenwich pour former la municipalité de Greenwich.
En 2012 Greenwich est l'une des municipalités hôtes des jeux olympiques de Londres. Cette même année elle deviendra également une municipalité royale compte tenu de son histoire.

### Meurtre de Stephen Lawrence
Le 24 avril 1993 Stephen Lawrence, un étudiant noir de 18 ans, est poignardé mortellement à Well Hall Road, Eltham. Son meurtre est rapidement devenu un des meurtres racistes les plus connus du Royaume-Uni. 
Cinq jeunes du sud-est de Londres ont été mis en examen, mais le procès n’a pas abouti faute de preuves suffisantes. En 2011, grâce à des nouvelles preuves Gary Dobson et David Norris ont de nouveau été mis en examen. Le 3 janvier 2012, ils sont écroués.
Grâce au combat très long et déterminé des parents de Stephen Lawrence (Doreen Lawrence et Neville Lawrence) des réformes de la justice ont été obtenues. Des changements profonds ont également eu lieu dans la police à la suite d'une prise de connaissance beaucoup plus grande de l’ampleur du racisme dans ses rangs. Doreen Lawrence et Neville Lawrence ont tous les deux reçu l'ordre de chevalerie du système honorifique britannique l'OBE (L’Excellentissime ordre de l’Empire britannique) en 2003. Ils sont également citoyens d'honneur de la municipalité Royale de Greenwich depuis mars 2012. 
Doreen Lawrence a fondé le Stephen Lawrence Charitable Trust dont l’objectif est de promouvoir des projets pour la communauté. Grâce au Stephen Lawrence Charitable Trust plusieurs jeunes des milieux défavorisés ont obtenu des bourses et sont devenus architectes, l’architecture étant la profession qu’aurait choisie Stephen Lawrence.

## Personnalités liées à Eltham
- Hubert Bland - socialiste et cofondateur du Fabian Society a vécu dans  Well Hall House de 1899 à 1922.
- Billy Bonds - MBE, ancien joueur des équipes de football de Charlton Athletic et de West Ham United Footballer, ainsi qu’ancien entrainer de Millwall F.C..
- Bridget de York - Princesse, septième fille d’Édouard IV.
- Thomas Burke, écrivain né à Eltham.
- Kate Bush – Chanteuse et musicienne, sa famille vivait à Eltham.
- Bernardine Evaristo (1959-), écrivaine et universitaire, née à Eltham
- Jude Law - Acteur et star du Hollywood a vécu à Eltham où il a commencé sa carrière au Bob Hope Theatre.
- Delroy Lindo - Acteur - Braquages, La Rançon, L'Œuvre de Dieu, la Part du Diable, 60 secondes chrono
- Herbert Morrison (1888-1965) – Ancien ministre de l’Intérieur, des Affaires étrangères et vice-Premier Ministre. Président du Conseil de Londres London County Council, a vécu au 55 Archery Road, entre 1929 et 1960.
- Edith Nesbit - Écrivain, auteur de The Railway Children